# Gynoplistia (Gynoplistia) flavohalterata
Gynoplistia (Gynoplistia) flavohalterata is een tweevleugelige uit de familie steltmuggen (Limoniidae). De soort komt voor in het Australaziatisch gebied.